# Comuna de Rzezawa
Rzezawa (polaco: Gmina Rzezawa) é uma gminy (comuna) na Polónia, na voivodia de Pequena Polónia e no condado de Bocheński.
De acordo com os censos de 2004, a comuna tem 10 427 habitantes, com uma densidade 122 hab/km².

## Área
Estende-se por uma área de 85,48 km², incluindo:
- área agricola: 67%
- área florestal: 27%

## Demografia
Dados de 30 de Junho 2004:
|                      | Total   | Total | Mulheres | Mulheres | Homens  | Homens |
| -------------------- | ------- | ----- | -------- | -------- | ------- | ------ |
|                      | pessoas | %     | pessoas  | %        | pessoas | %      |
| População            | 10 427  | 100   | 5296     | 50,8     | 5131    | 49,2   |
| Densidade (pop./km²) | 122     | 100   | 62       | 62       | 60      | 60     |

De acordo com dados de 2002, o rendimento médio per capita ascendia a 1393,06 zł.